# 유시주
유시주(1961년~)는 대한민국의 작가다. 기고가, 번역가, 시민사회운동가 등으로 활동하였다. 작가 유시춘은 언니, 정치인 유시민은 오빠, 배우자는 한종훈이다. 서애 류성룡의 13대 후손이다.

## 학력
- 1984년: 서울대학교 사범대학 국어교육학과 학사

## 경력
- 희망제작소 객원연구위원
- 희망제작소 소장

## 저서
- 거꾸로 읽는 그리스 로마 신화(신화 속에서 인간 찾기) (푸른나무, 1999)
- 우리는 더 많은 민주주의를 원한다(희망제작소 프로젝트 우리시대 희망찾기 1) (이희영 공저, 창비(창작과비평사), 2007)

## 역서
- 미국사에 던지는 질문(프레더릭E.혹시 외, 영림카디널, 2000)
- 나무 위 나의 인생(한 여성 생물학자의 삶과 모험)(마거릿 D. 로우먼, 눌와, 2002)

## 가족 관계
- 아버지 : 유태우
- 어머니 : 서동필 (1930년 ~ 2019년 5월 22일)
- 언니 : 유시춘 (1951년 5월 12일 ~ )
- 오빠 : 유시훈 (1952년 ~ )
- 언니 : 유시정 (1955년 ~ )
- 언니 : 유시은 (1957년 ~ )
- 오빠 : 유시민 (1959년 7월 28일 ~ )